# Rośliny kauczukodajne

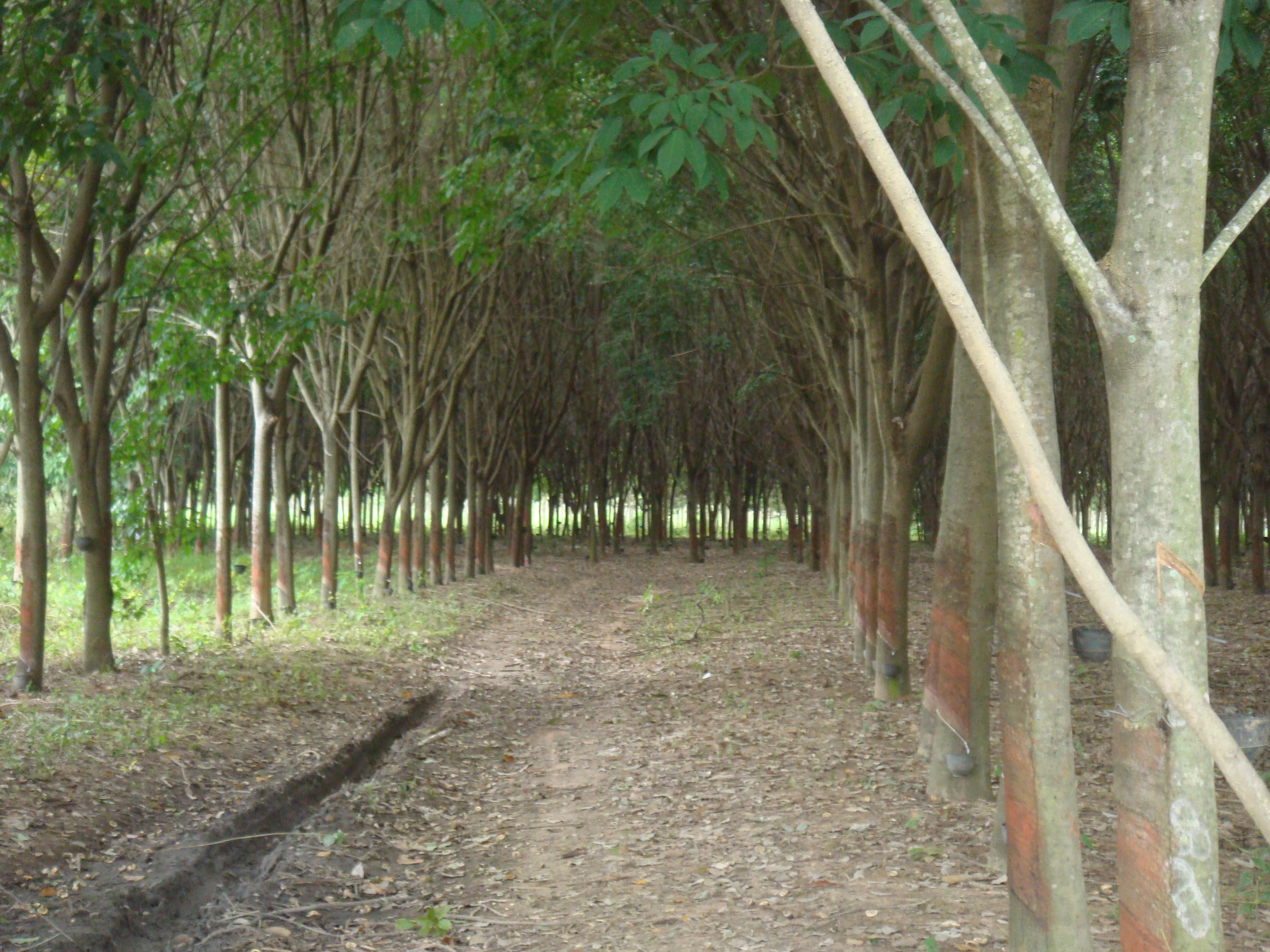
Plantacja kauczukowca brazylijskiego w Tajlandii

Rośliny kauczukodajne – drzewa, krzewy lub rośliny zielne, których sok mleczny (lateks naturalny) zawiera koloidalny roztwór kauczuku naturalnego użytkowany gospodarczo. Kauczuk ma w soku mlecznym postać kulistych, pałeczkowatych lub gruszkowatych ziaren o wielkościach od ułamków mikrona do kilku mikronów. Kauczuk naturalny pozyskuje się poprzez nacięcie pnia i zebranie wyciekającego soku mlecznego poddawanego następnie obróbce. Sok mleczny stabilizowany jest substancjami alkalicznymi np. amoniakiem. Ostateczny produkt stanowiący surowiec w przemyśle gumowym uzyskuje się w wyniku koagulacji soku i jego zagęszczenia. Zagęszczenie zawartości kauczuku wykonywane jest zwykle poprzez odwirowanie lub częściowe odparowanie wody. Koagulacja następuje po zakwaszeniu, zamrożeniu lub dodaniu soli rozpuszczalnych w wodzie.  
Do najważniejszych roślin kauczukodajnych należą:
- przedstawiciele rodzaju figowiec (Ficus), np. figowiec sprężysty (F. elastica)
- przedstawiciele rodzaju kauczukowiec (Hevea), np. kauczukowiec brazylijski (H. brasiliensis)
- mniszek kok-sagiz, mniszek gumodajny (Taraxacum kok-saghyz)

Dawniej eksploatowano rośliny kauczukodajne rosnące w stanie dzikim, ale już w latach 20. XX wieku zdecydowanie dominowało pozyskanie lateksu z plantacji. Wyhodowano specjalistyczne odmiany gatunków kauczukodajnych, np. kauczukowca brazylijskiego dostarczające 7,5 kg kauczuku z jednego drzewa (1,5–1,8 tony z ha). 